# توني هاتلي
أنتوني هاتلي (13 يونيو 1941 - 1 فبراير 2014) كان لاعب كرة قدم إنجليزي لعب مهاجما . لعب للعديد من الأندية في دوري كرة القدم ، منها نوتس كاونتي ، أستون فيلا ، تشيلسي وليفربول . كان والد لاعب كرة القدم الإنجليزي السابق مارك هاتيلي وجد جد لاعب كرة القدم السابق ماذرويل توم هاتلي .

## حياته السابقة
ولد توني هاتلي في ديربي في 13 يونيو 1941. تلقى تعليمه في مدرسة نورمانتون جونيور. 

## مسيرته المهنية
بدأ هاتلي مسيرته مع نادي مقاطعة نوتس ، حيث أسس نفسه لأول مرة باعتباره هدافا بارعا، خاصة من خلال قدرته في الرأسيات، وسجل 77 هدفًا في الدوري في 131 مباراة. حصل النادي على ترقية إلى الدرجة الثالثة في 1960-1961 ، في حين أكسبته أهداف هاتلي الانتقال إلى منافسه ميدلاندز أستون فيلا في عام 1963.
واصل هاتلي سجله العالي في فيلا، وسجل مرة واحدة أربعة أهداف في الشوط الثاني، من 5-1 إلى التعادل 5-5 مع توتنهام هوتسبر ،   وأهدافه الـ 86 في أقل من 150 مباراة لعبوا دور مهم في إنقاذ النادي من الهبوط إلى الدرجة الثانية . في أكتوبر 1966 تم قبول عرض تشيلسي بمبلغ 100.000 جنيه استرليني لهاتلي وانتقل إلى غرب لندن.
كان مبلغ 100.000 جنيه إسترليني الذي دفعه مدرب تشيلسي تومي دوكرتي الذي دفعه لهاتلي رقمًا قياسيًا في النادي كبديل لضحية الساق المكسورة بيتر أوسجود .  ومع ذلك، كانت لعبة تشيلسي تعتمد في السابق على التمرير السريع والحركة، بينما ازدهر هاتلي على الكرات الطويلة، مما يعني أنه يجب تكييف أسلوب الفريق لاستيعابه. على الرغم من أن قدرته الرأسية كانت واحدة من أفضل ما في عصره، إلا أن قدرة هاتلي الفنية كانت أكثر افتقارًا - فقد علق دوتشرتي ذات مرة على أنه يجب وصف تصاريح هاتلي «لمن يهمه الأمر» . سجل ستة أهداف في الدوري خلال الموسم، وأبرز وقته في تشيلسي جاء في نصف نهائي كأس الاتحاد الإنجليزي ضد ليدز يونايتد عندما توجه في هدف الفوز في فيلا بارك . كما لعب في خسارة تشيلسي 2-1 أمام توتنهام هوتسبر في ويمبلي . 
بعد أن سجل ما مجموعه تسعة أهداف في 33 مباراة، تم بيع هاتلي في يونيو 1967 إلى بيل شانكلي ليفربول ، الذي حطم الرقم القياسي لفريقه في دفع 96000 جنيه إسترليني له. سجل 27 هدفاً لليفربول في موسم 1967–68 ، بما في ذلك هاتريك ضد نيوكاسل يونايتد ونوتنغهام فورست ، ولكن مرة أخرى لم يتناسب أسلوب هاتلي مع فريقه وانتقل بعد عام، هذه المرة إلى كوفنتري سيتي . بعد موسم في كوفنتري، تم بيعه إلى برمنجهام سيتي ثم عاد إلى ناديه الأول، نوتس، حيث أعاد اكتشاف لمسته التهديفية وقادهم إلى لقب المركز الرابع في 1970-1971 . بعد فترة وجيزة في أولدهام أثليتيك و 3 مباريات لبوسطن مينوتيمن في دوري أمريكا الشمالية لكرة القدم ، تقاعد عن اللعب في عام 1974 ، بعد أن سجل ما يقرب من 250 هدفًا .

## حياته الاخيرة
توفي عن عمر يناهز 72 عامًا في 1 فبراير 2014 ، بعد مرض طويل.  

## روابط خارجية
- توني هاتلي على موقع قاعدة بيانات كرة القدم.إي يو (الإنجليزية)
- توني هاتلي على موقع Soccerbase.com (لاعب) (الإنجليزية)